# Jesper Vildbrad
Jesper Vildbrad (født 1955) er en dansk rektor og tidligere atlet medlem af Attila Nykøbing Falster og Københavns IF.
Vilbrad var på landsholdet i Europa cup'en 1978. Han er i dag rektor for Svendborg Gymnasium og formand for Region Syddanmarks Ungdomsuddannelsesråd.

## Personlige rekorder
- 100 meter: 11,0 Genforeningspladsen 16. september 1978 / 10.6 Nykøbing Falster 26 maj 1974
- 200 meter: 22,8 Østerbro Stadion 8. maj 1979
- 400 meter: 51,5